# 滿洲人脈
满洲人脉是大日本帝国时期在满洲国结成的右翼势力。这个势力在二战以后也对日本、南韓的政治产生了极大的影响。这个势力中还有许多曾经帮助日本殖民统治朝鲜的亲日派，他们也影响了之后的韩国独裁政权。两者在《日韩基本条约》结缔后加深了关系，建立了与日本保守派“日韓癒着”的政治蜜月关系。

## 在日本的满洲人脉
作为满洲国实质统治层的日本上层官僚和大陆右翼以及满铁调查部的人物，也有很多二二六事件中被降职以及从放弃共产主义思想的军人。他们参考苏联的经济模式，在建设满洲国的经济方面做出了成就。其中也有人因满铁调查部事件等事件中被举报有共产主义活动的嫌疑。他们这时建立的经济统治的办法在日本二战时体制以及二战后经济建设上也有运用。原日本首相岸信介以及右翼儿玉誉士夫等有名人也参加其中，对二战后的日本保守政治有着相当的影响力。

### 主要成员
- 岸信介
- 椎名悦三郎
- 儿玉誉士夫

## 在韩国的满洲人脉
韩国的满洲人脉是大韩民国的亲日派中最大的势力。其中的成员大多原来是满洲国军，在那时与日本右翼岸信介以及儿玉誉士夫相识。因为原韩国总统朴正熙也是这个势力的成员，它被称为过去韩国军事独裁政权下最大的势力。韩国民主化之后影响力低下。

### 主要成员
- 朴正熙（原韩国总统）
- 白善烨（原韩国总参谋长）
- 丁一权

## 在臺灣的「東北幫」
1950年，吳三連出任臺北市長。吳氏在二戰期間曾到華北天津做生意，戰後出任「天津臺灣同鄉會」會長。由於大連和臺灣之間不再有聯絡船，因此從滿洲要回臺者，必須由天津到上海，吳三連將與連襟陳火碑在天津經營的「合豐行」的大倉庫提供給臺灣同鄉居住，提供服務近一年。部分有滿洲經驗者，在吳三連入主市政後陸續進入臺北市，被稱為「東北幫」。:548-554部分成員至高玉樹時期仍獲重用。

### 主要成員
- 楊蘭州：曾任哈爾濱市行政處長，1950年2月出任臺北市工務局局長。
- 王洛：曾得過盛京時報賞。1952年3月起任臺北衛生院院長兼臺北市立醫院院長。
- 林永倉：1942年畢業於新京工業大學，曾任職滿洲國交通部土木總局牡丹江工程處。戰後在楊蘭州勸下，出任技正兼土木科道路橋梁股長。後任都市計畫課課長，1956年出任臺北市工務局局長。
- 黃千里：滿洲國大同學院第二期生，1933年10月出任滿洲國文教部禮教司屬官，後任民生部理事官、總務廳參事官。1950年任臺北市公用事業管理處處長，1954年11月卸任，調任工務局局長。
- 黃清塗：曾任滿洲國駐泰國公使館一等書記官，返臺後於1953年任臺北市政府工商科科長，工商科改工商課後任課長至1959年，後出任松山區區長。

## 関連書籍
- 小林英夫『満州と自民党』（新潮新書、2005年） ISBN 4-10-610142-4
- 黒井文太郎 編著『謀略の昭和裏面史 特務機関＆右翼人脈と戦後の未解決事件！』

（宝島社別冊宝島Real、2006年） ISBN 4-7966-5193-4
（宝島社文庫、2007年） ISBN 978-4-7966-5644-3
（宝島SUGOI文庫、2011年新装・改訂版） ISBN 978-4-7966-8405-7
- 姜尚中・玄武岩『興亡の世界史18 大日本・満州帝国の遺産』

（講談社、2010年） ISBN 978-4-06-280718-0
（講談社学術文庫、2016年） ISBN 978-4-06-292354-5